# Tredje världen

Gröna länder har historiskt ofta räknats till tredje världen

Ursprunlig indelning av första, andra och tredje världen

Tredje världen var ursprungligen en politiskt definierad term från det kalla kriget som åsyftade de länder som varken tillhörde första världen (västvärlden) eller andra världen (östblocket). Till tredje världen hörde således många tidigare kolonier i Afrika, Asien och Sydamerika. Med tiden kom begreppet att avse fattiga länder, vilka även betecknas utvecklingsländer och idag allt oftare låginkomstländer.
Uttrycket tredje världen (franska Tiers Monde) myntades 14 augusti 1952 av den franske demografen, antropologen och historikern Alfred Sauvy i l'Observateur. Sauvy hade uttalat sig om de tre världarna i en brasiliansk tidskrift 1951 utan att nämna den tredje världen. Orden le Tiers Monde alluderade på abbé Sieyès berömda fras om det Tredje ståndet (le Tiers Etat) från den franska revolutionens tid. Sauvy avsåg ursprungligen länder som varken var allierade med den kommunistiska Warzawapakten eller det kapitalistiska NATO-blocket under kalla kriget, det vill säga en politisk definition.
Begreppet fick spridning vid tiden kring Bandungkonferensen 1955, i vilken tidigare kolonialländer deltog. Mao Zedong ställde sig bakom en indelning enligt vilken Kina var ett prominent land i tredje världen.
Uttrycket första och andra världen fick aldrig någon spridning, till skillnad från tredje världen. Man talade istället om i-länder eller västvärlden (första världen) och östblocket, öststaterna eller realsocialistiska staterna (andra världen).